# Mormyrus
Genre
Mormyrus est un genre de poissons d'Afrique tropicale appartenant à la famille des Mormyridés. Ce sont des poissons électriques à faibles décharges, qu'ils utilisent pour se déplacer, communiquer entre eux et détecter leurs proies.

## Espèces
- Mormyrus bernhardi Pellegrin, 1926
  - Mormyrus caballus
- Mormyrus caballus asinus Boulenger, 1915
- Mormyrus caballus bumbanus Boulenger, 1909
- Mormyrus caballus caballus Boulenger, 1898
- Mormyrus caballus lualabae Reizer, 1964
- Mormyrus casalis Vinciguerra, 1922
- Mormyrus caschive Linnaeus, 1758
- Mormyrus cyaneus Roberts & Stewart, 1976
- Mormyrus felixi Pellegrin, 1939
- Mormyrus goheeni Fowler, 1919
- Mormyrus hasselquistii Valenciennes, 1847
- Mormyrus hildebrandti Peters, 1882
- Mormyrus iriodes Roberts & Stewart, 1976
- Mormyrus kannume Forsskål, 1775
- Mormyrus lacerda Castelnau, 1861
- Mormyrus longirostris Peters, 1852
- Mormyrus macrocephalus Worthington, 1929
- Mormyrus macrophthalmus Günther, 1866
- Mormyrus niloticus (Bloch & Schneider, 1801)
- Mormyrus ovis Boulenger, 1898
  - Mormyrus rume
- Mormyrus rume proboscirostris Boulenger, 1898
- Mormyrus rume rume Valenciennes, 1847
- Mormyrus subundulatus Roberts, 1989
- Mormyrus tapirus Pappenheim, 1905
- Mormyrus tenuirostris Peters, 1882
- Mormyrus thomasi Pellegrin, 1938